# Windeisen (Bautechnik)

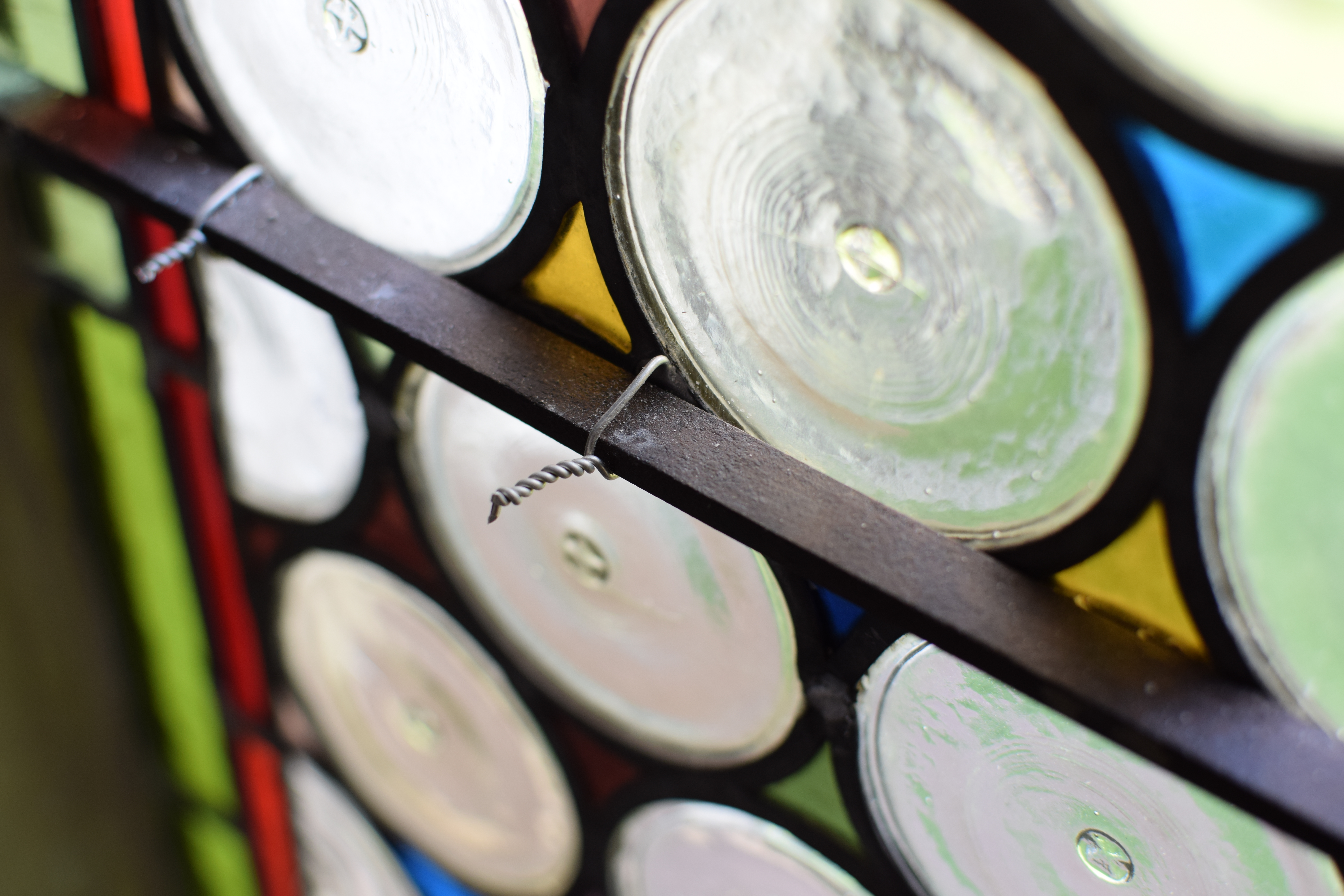
Windeisen aus Flachstahl mit Haften aus verzinntem Kupferdraht zur Verbindung von Bleinetz mit Windeisen.

Windeisen (auch Sturmstangen genannt) sind meinst horizontal verlaufende Bauteile, die bei Bleiglasfenstern sicherstellen, dass diese gegenüber der Windlast, mechanischer Beanspruchung oder dem Eigengewicht stabil bleiben.

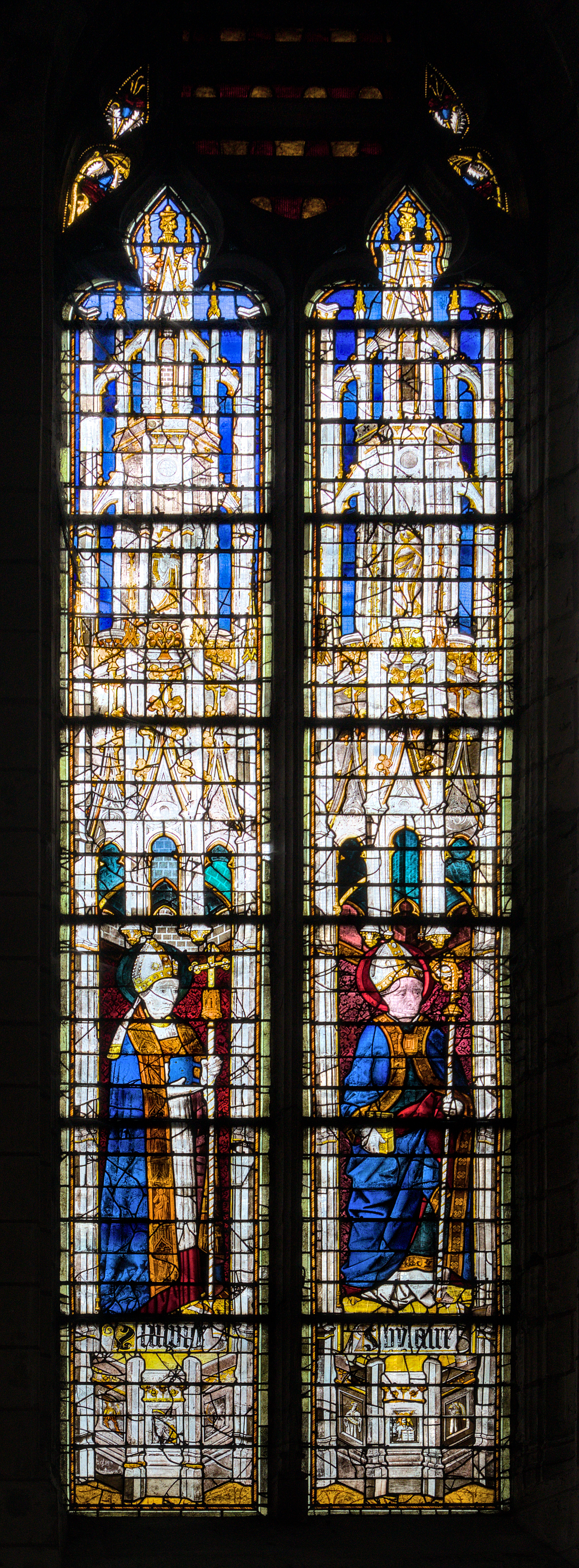
Abgrenzung
Quereisen: Breite schwarze Horizontallinien
Windeisen: Mittlere schwarze Horizontallinien
Bleiruten: Schmale schwarze Horizontallinien

Windeisen sind bei Bleiverglasungen zu unterscheiden von sogenannten Quereisen, dabei handelt es sich um Querunterteilungen die zwei Bleifelder voneinander trennen. Quereisen sind also häufig H-förmige Rahmenelemente in Fensterbahnen, wo ein Bleifeld endet und ein neues beginnt.

## Funktion
Bleiverglasungen sind durch Bleiruten verbundenen Glasstücke. Blei ist ein weiches Metall mit hoher plastischer Verformbarkeit und geringer elastischer Rückfederung. Dadurch ist eine plötzliche oder schrittweise Verformungen der Fenster durch mechanisches Einwirken (wie Kippen des Fensters), Wind oder das Eigengewicht der Verglasungen möglich. Um dem entgegenzuwirken, werden die Fensterflächen seit dem Aufkommen der Handwerkstechnik im Mittelalter mithilfe von Stahlstangen versteift.

## Aufbau
Windeisen sind oft horizontal verlaufende Stangen, die an der Innen- oder Außenseite der Fenster montiert sind. Die Stahlelemente laufen in den Fensterrahmen und sind dadurch fixiert. Sie werden über sogenannte Haften mit der Bleiverglasung verbunden. Haften sind Laschen aus Blei oder Kupferdraht, die an den Bleiruten des Bleifeldes festgelötet sind und die Windeisen umschließen. 

## Formen
Windeisen und Haften existieren in einer Vielzahl von Formen.

### Windeisen
Für Windeisen werden Rundstäbe, Vierkantstäbe oder Flachstangen verwendet. Meist verlaufen Windeisen horizontal und geradlinig über das Bleifeld. Sturmstangen existieren aber auch als vertikale Aussteifungen. Immer wieder werden sie durch Biegen auch dem Verlauf der Bleiruten angepasst. Sie verlaufen dadurch kurvig und sind beim Betrachten des Fensters weniger gut sichtbar.
Die in den Rahmen laufenden Enden von Windeisen sind häufig mithilfe der Schmiedetechnik flachgehämmert um weniger Platz im Rahmen einzunehmen.

### Haften
Haften, die Laschen zur Verbindung von Bleiverglasung und Windeisen, sind vorzufinden aus Bleistreifen und Kupferdraht. Sowohl Blei als auch Kupfer lässt sich durch eine Lötverbindung mit dem Bleinetz verbinden. Häufig werden Windeisen erst bei der Montage der Fenster an diese befestigt. Dazu werden die bereits angelöteten Haften um die Windeisen gewickelt.

## Galerie

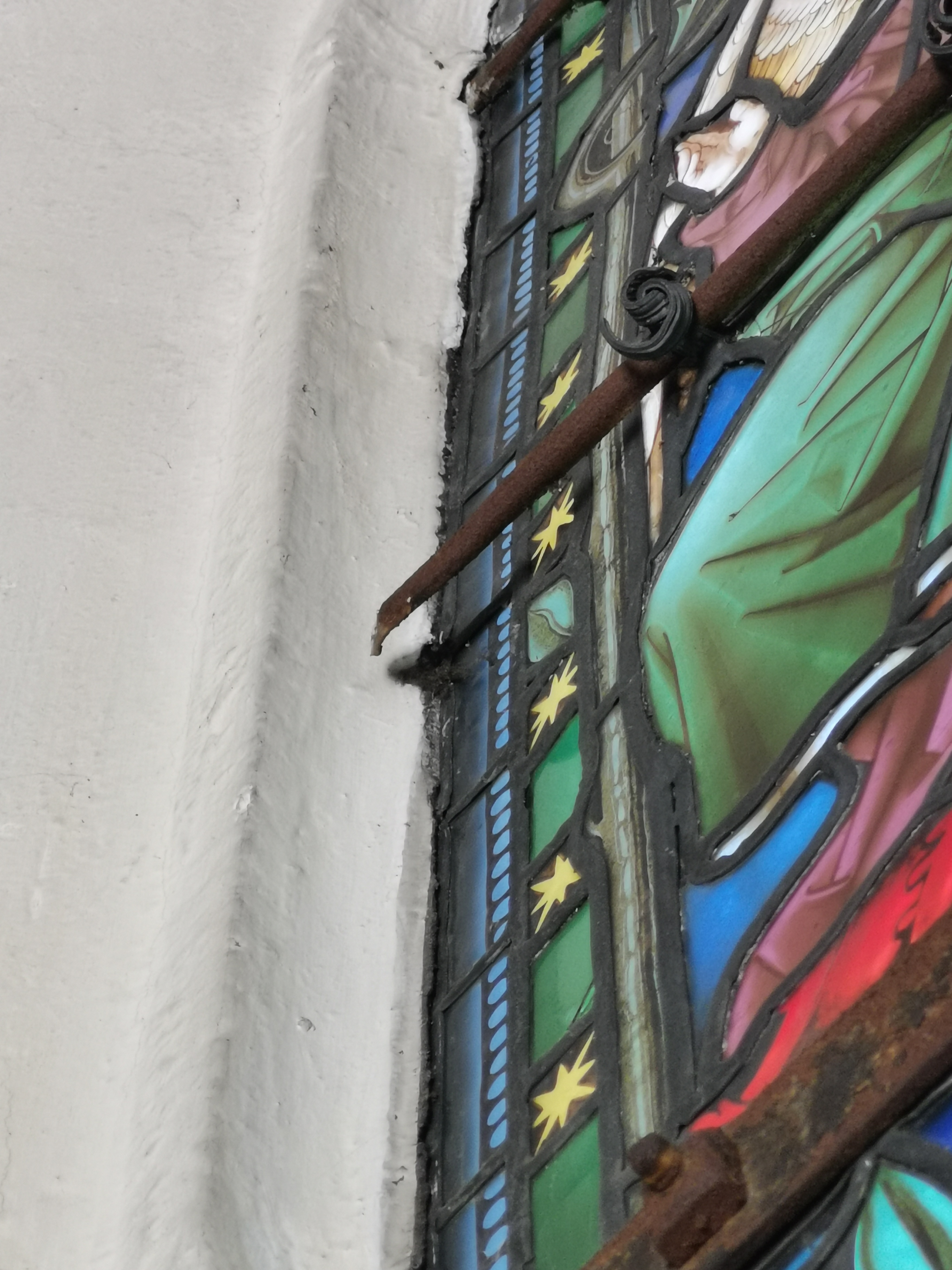
Windeisen aus Rundstab mit Hafte aus Blei (Bleischnecke). Das schadhafte Windeisen ist aus der Verankerung in der Laibung geraten
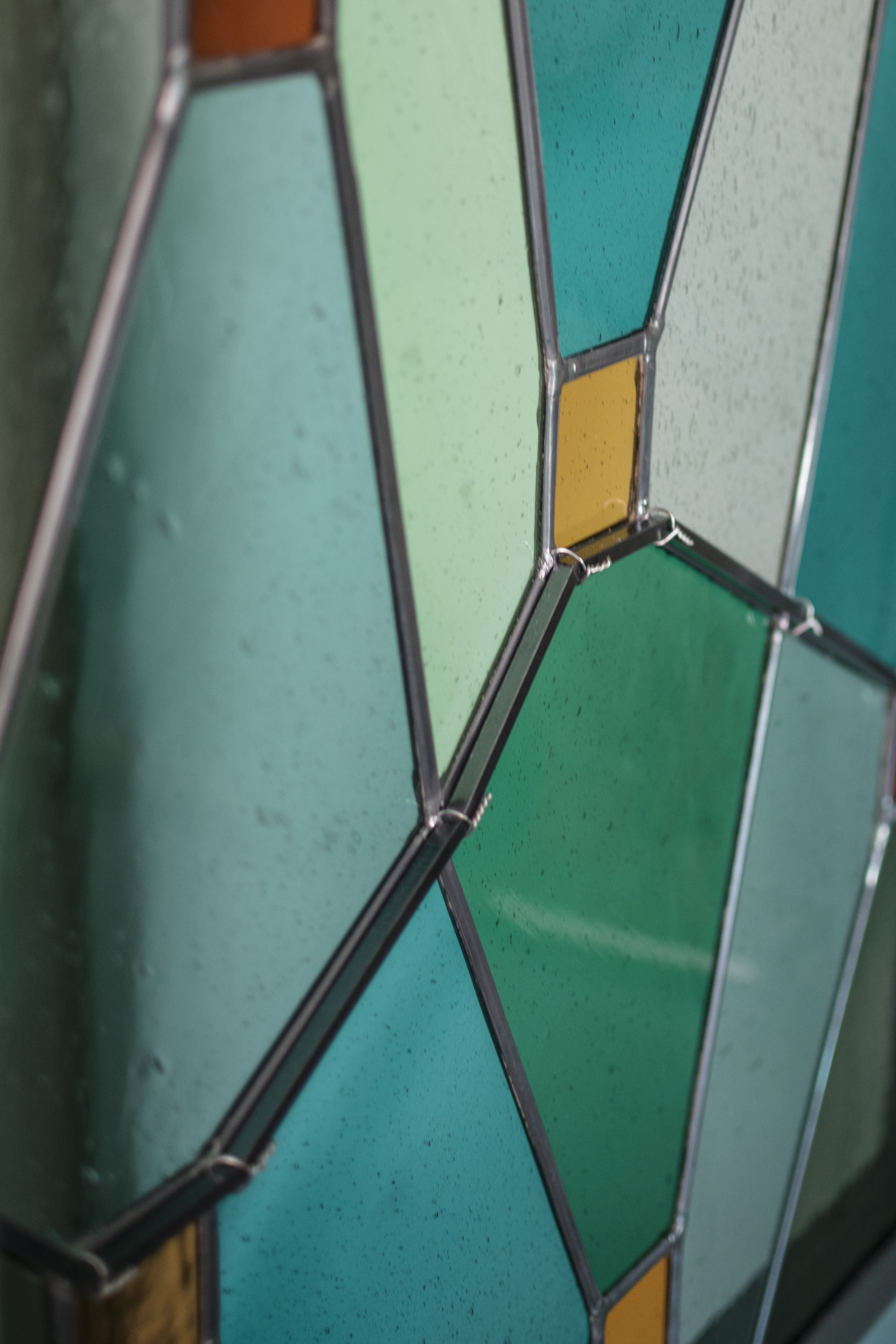
Windeisen, das dem Verlauf der Bleiruten folgt und somit weniger gut sichtbar ist.
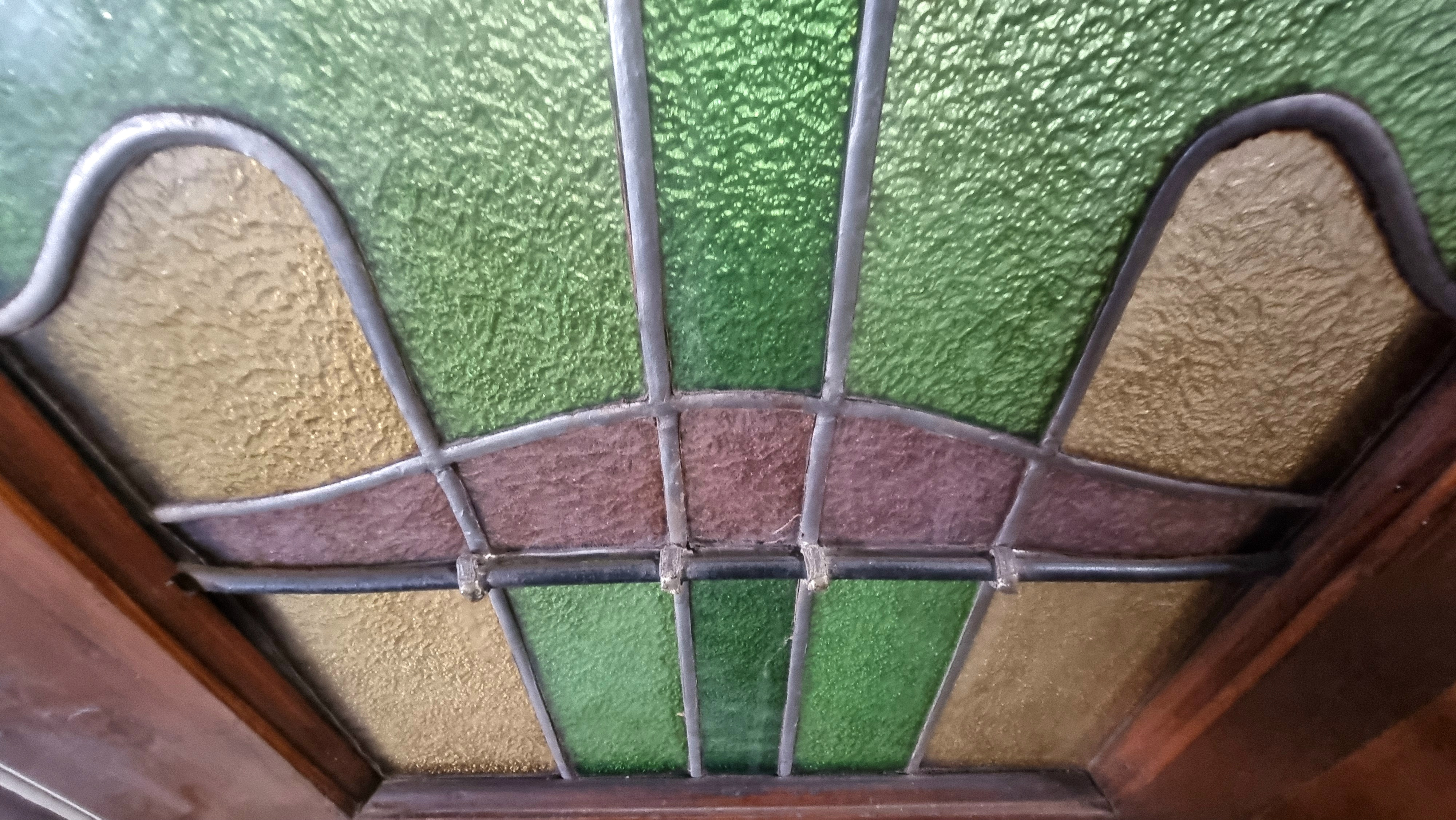
Bleihaften welche verlötet wurden und als Ring das Windeisen umschließen
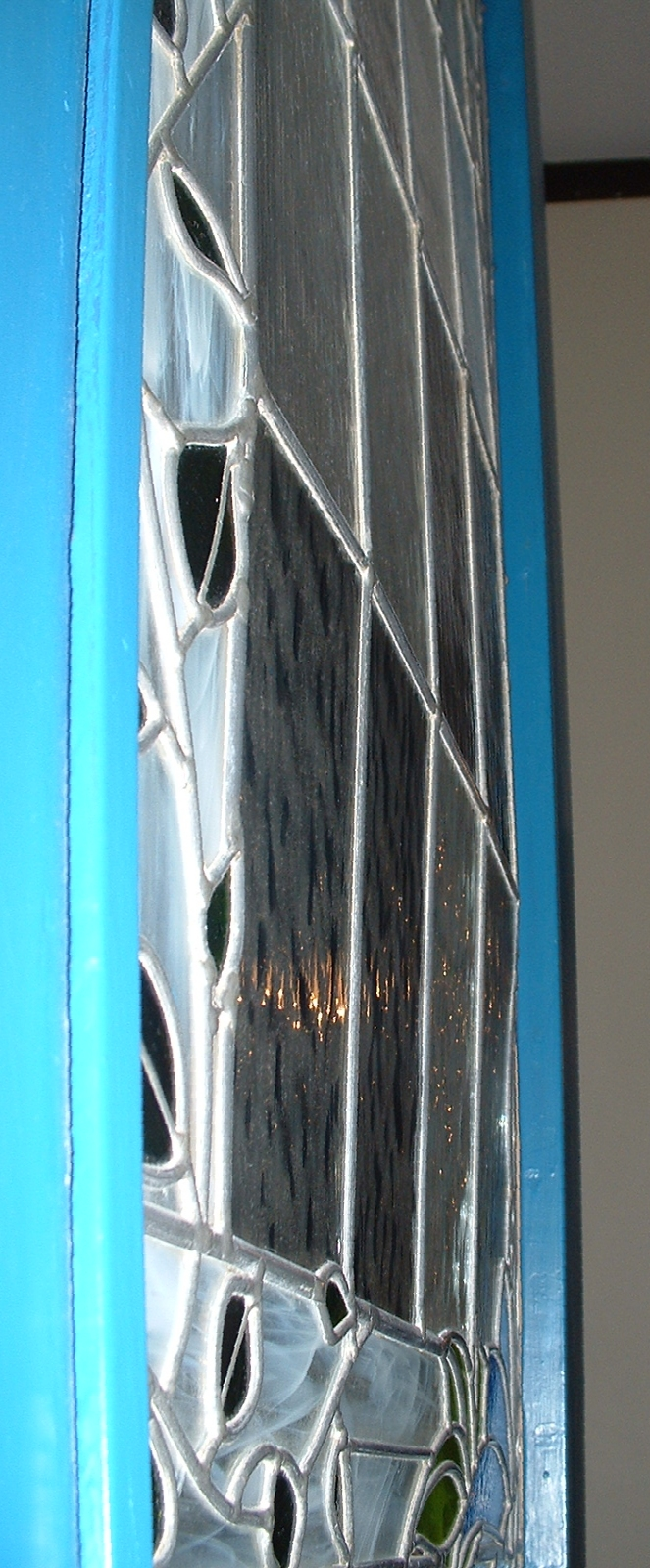
Auswölbung in Bleiverglasung aufgrund fehlender Windeisen
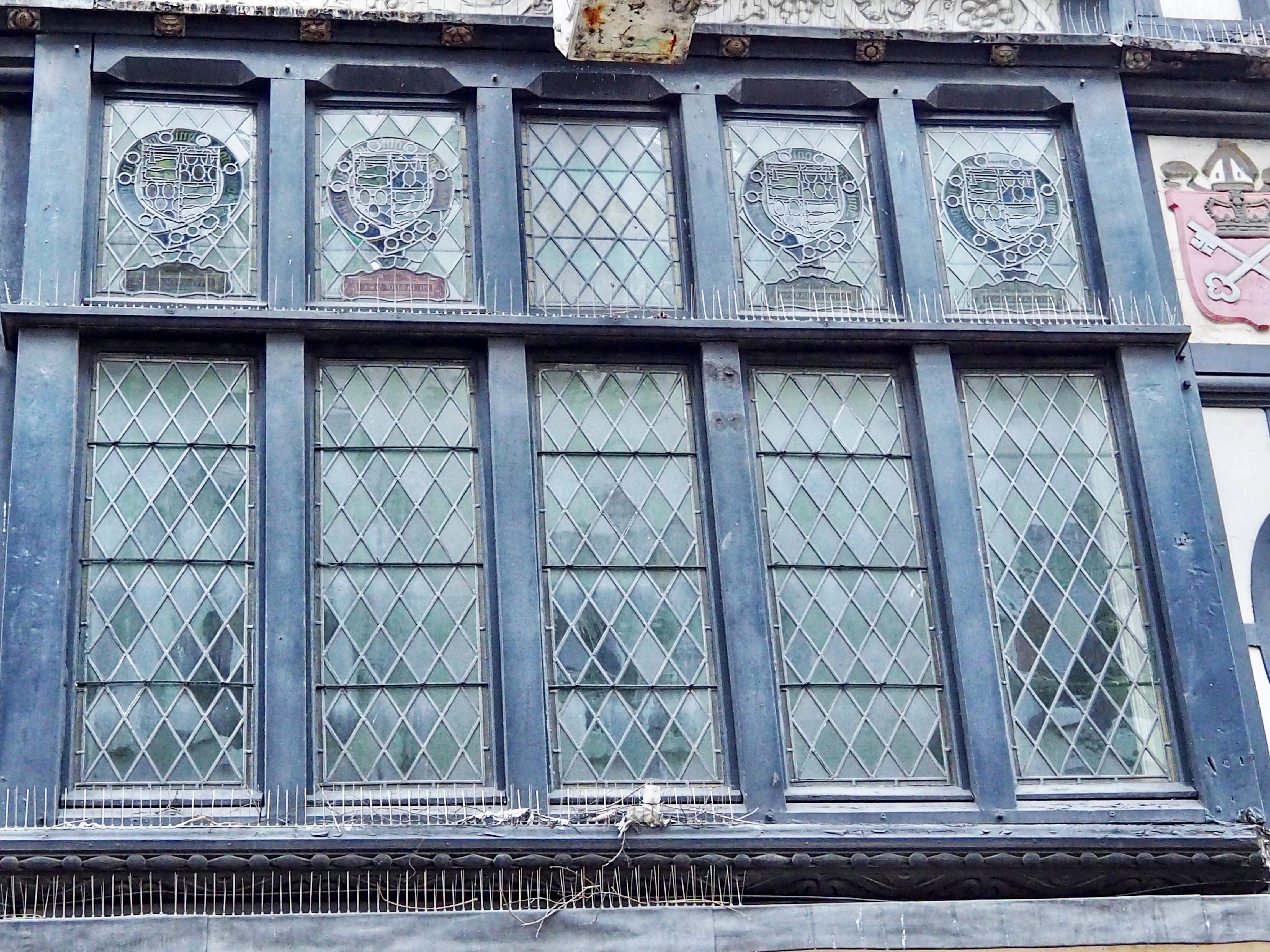
Windeisen außen, außer bei Fenster rechts innen
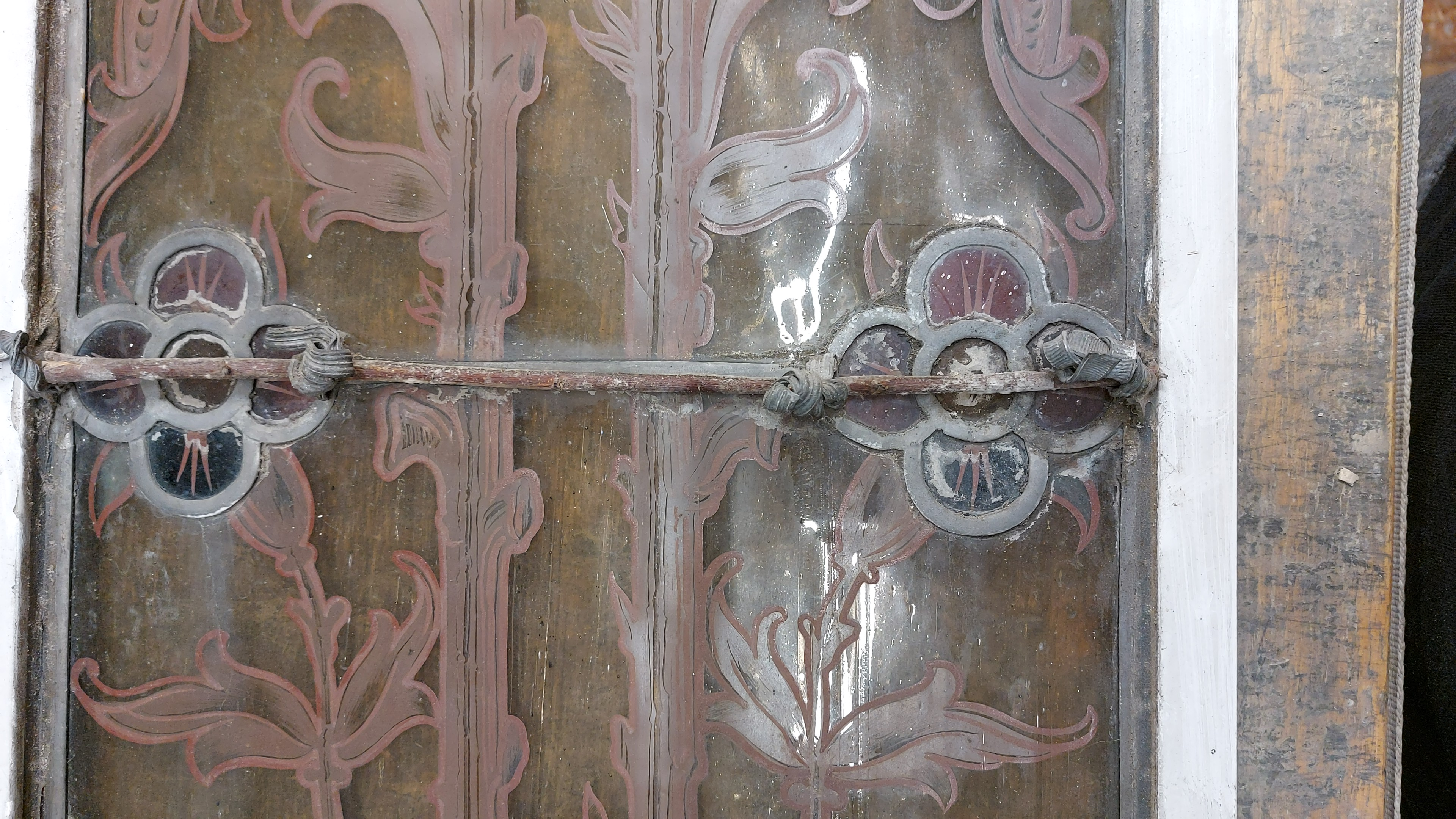
Trivia: Hier wurde fälschlicherweise ein Ast anstatt des Windeisens verwendet, mutmaßlich zur Kaschierung einer fehlenden Sturmstange.